# Гінкеуць
Гінкеуць (рум. Hincăuți) — село в Єдинецькому районі Молдови. Утворює окрему комуну. Адміністративний центр однойменної комуни, до складу якої також входять села Клішкеуць та Пояна.